# Cance (Orne)
Pour les articles homonymes, voir Cance.
La Cance est une rivière française, affluent de l'Orne en rive gauche, coulant dans le département du même nom.

## Géographie
La Cance prend sa source en forêt d'Écouves, à La Lande-de-Goult, et prend rapidement la direction du nord, pour rejoindre l'Orne à Écouché après un parcours de 25,5 km entre plaine d'Argentan et pays d'Houlme.

## Bassin et affluents
Le bassin de la Cance s'étend du sud vers le nord entre les proches bassins d'autres affluents de l'Orne : l'Udon à l'ouest, la Baize et  la Thouanne à l'est. Il avoisine le bassin de la Loire au sud, par son sous-affluent le Sarthon. La confluence avec l'Orne est au nord du bassin.
Seul affluent dépassant les 10 km, le ruisseau des Landelles, long de 10,7 km, conflue en rive gauche à Boucé. Le ruisseau de Gastine ou de Clairefontaine (6,4 km) conflue en rive droite à Francheville et le ruisseau de Bel Usse  (5,5 km) en rive droite à Tanques.

## Communes traversées
La Cance traverse ou borde successivement les communes suivantes : La Lande-de-Goult, Boucé, Francheville, Avoine, Tanques, Loucé, Fontenai-sur-Orne, Écouché.